# Saâdi Radouani
Saâdi Radouani (sinh ngày 18 tháng 3 năm 1995) là một cầu thủ bóng đá người Algérie thi đấu cho ES Sétif ở Giải bóng đá hạng nhất quốc gia Algérie. Anh chủ yếu thi đấu ở vị trí hậu vệ phải.
Vào mùa hè năm 2016, Radouani ký bản hợp đồng 2 năm cùng với JS Kabylie.